# Lepanthes chrysostigma
Lepanthes chrysostigma är en orkidéart som beskrevs av John Lindley. Lepanthes chrysostigma ingår i släktet Lepanthes och familjen orkidéer.
Artens utbredningsområde är Kuba. Inga underarter finns listade i Catalogue of Life.